# Плацинський Павло Янович
Павло́ Я́нович Плаци́нський — старший сержант Збройних сил України.

## Короткий життєпис
Механік-водій, командир відділу доставки набоїв, 30-та окрема механізована бригада.
Зник безвісти 9 лютого 2015 року, коли дві машини 30-ї механізованої бригади попали під обстріл поблизу села Логвинове у верхній частині «дебальцівського виступу» на трасі між населеними пунктами Дебальцеве і Артемівськ (Донецька область). Павло Плацинський разом із п'ятьма бойовими побратимами поїхав по боєприпаси до Слов'янська, але бойовики влаштували на дорозі засідку.
Згодом в Інтернеті з'явилося відео, як бойовики знущаються над трьома полоненими українськими військовиками. Рідні впізнали на цьому відео Олександра Бердеса. Разом з ним потрапили до полону військовослужбовець 30-ї ОМБР Василь Демчук. Це відео оприлюднив також російський телеканал «Дождь».
Як з'ясувалося пізніше, 9 лютого 2015 року бойовики розстріляли пораненого Олександра Бердеса, Василя Демчука та Павла Плацинського. Тіла вбитих прикопали в лісосмузі неподалік села Логвинове Артемівського району Донецької області. Згодом волонтери групи «Патріот» знайшли тіла бійців.
Похований у Радомишлі 9 квітня 2015-го.

### Нагороди
За особисту мужність і героїзм, виявлені у захисті державного суверенітету та територіальної цілісності України, вірність військовій присязі під час російсько-української війни, відзначений — нагороджений
- 13 серпня 2015 року — орденом «За мужність» III ступеня (посмертно).